# Arcambal
Arcambal är en kommun i departementet Lot i regionen Occitanien i södra Frankrike. Kommunen ligger i kantonen Cahors-Sud som tillhör arrondissementet Cahors. År 2022 hade Arcambal 1 000 invånare.

## Befolkningsutveckling
Antalet invånare i kommunen Arcambal
| Referens: INSEE |